# Арена (недељник)
Арена је илустровани недељник који је излазио у Загребу од 26. априла 1959. до 29. децембра 2009. године. Основана је на иницијативу Фадила Хаџића. У почетку је излазила као полумјесечна ревија за филм и телевизију.
Првих пет бројева у издању "Народног листа", а потом НИШП-а Вјесник. Први главни и одговорни уредник био је Томислав Буторац. У почетју је објављивана петнаестодневно, да би од 1. јануара 1961. прерасла у илустровани забавни недјељник те уз "ВУС" постаје водећи недељник Вјесникове куће. Популарност стиче темама из обичнога, свакодневног живота те хуманим акцијама, и посебно о људским драмама током Другог свјетског рата. Неки од тих чланака представљају јединствена сведочанства о јасеновачком логору и његовим жртвама. Најпознатија је била по рубрици "Арена тражи ваше најмилије", помоћу које су спојене бројне породице. Ову рубрику уређивао је Марин Зурли.
Током 1968. остварила је просјечни тираж од 348.106 примјерака. Просјечан тираж током 1977. био је 223.000 примјерака. Од 1967. издање за иностранство излази под насловом "Сирена". Из Вјесникова предузећа Арена се издваја и приватизује 1990. као новинско-издавачко дионичарско друштво, у окриљу којега уз матичну ревију, излазе "Мила", "Ауто клуб" и друга издања; потом је била у саставу издавачке куће ЕПХ. Посљедњи број изашао је 29. децембра 2009. година а задњи уредник био је Марк Цигој
Одликована је Орденом братства и јединства са сребреним вијенцем 1969. године